# بوكيمون هوم
 بوكيمون هوم باللغة اليابانية ポケモンホーム و التي تُعرب الي بوكيتو مونستا هومو والتي تعني حرفياً منزل وحوش الجيب هي تطبيق محمولة قادمة لمنصتي آي او اس و اندرويد و سويتش كجزء من سلسلة بوكيمون . يتم تطويرها حاليًا بواسطة شركة سليكت بوتوم اليابانية  بمساعدة من شركةالتي طورت لعبة بوكيمون غو شركة نيانتيك الامريكية ، ونشرتها شركة البوكيمون العالمية . أعلن ذلك في 28 مايو 2019 من قبل تسونكازو إيشيهارا، الرئيس التنفيذي لشركة بوكيمون العالمية، خلال المؤتمرالصحفي الذي عُقد في طوكيو وكذلك على صفحة تويتر الرسمية للشركة. حيث يتم التخطيط لإطلاق اللعبة في عام 2020.
فكرة عمل التطبيق هي الوصل بين لعبة بوكيمون سورد و شيلد و بوكيمون غو و بوكيمون هيا بنا , يا بيكاتشو ! و دعنا نذهب , يا ايفي ! حيث يتم الإتاحة لللاعبين الوصول للبوكيمونات في منطقة جالار التي تعد جزء من بوكيمون سورد وشيلد و بنك البوكيمونات الموجود في بوكيمون هيا بنا، يا بيكاتشو ! و دعنا نذهب، يا ايفي ! عبر تطبيق الهاتف المحمول فبذلك لو معك بوكيمون نادر أو اشتريت بوكيمون في احدي تلك اللعب يمكنك نقله للعبتين الاخرتين 